# Мужицкая правда
«Мужицкая правда» («Mużyckaja prauda») — нелегальная газета, первая на современном белорусском языке (первой белорусской газетой считается «Навіны грозные а жалостлівые...», издававшаяся в Великом княжестве Литовском на западнорусском языке). Печаталась с использованием беларусского латинского алфавита. Издавалась в 1862—1863 годах в Гродненской губернии (последний номер, по-видимому, напечатан в Вильне) К. Калиновским, Ф. Рожанским, С. Сонгиным, В. Врублевским.
Имела небольшой формат и значительный тираж. Вышли 7 номеров: № 1—6 (июль-декабрь 1862), № 7 (июнь 1863). Каждый номер подписывался псевдонимом «Яська — хозяин из-под Вильна». Сохранились отдельные номера-перепечатки (№ 5, 7), о чём свидетельствуют определённые отличия в тексте и шрифте. Распространялась по всей территории современной Белоруссии, а также на территории современной Польши, Литвы, Латвии и в северо-западных регионах современной территории России.
Отличалась острой социальной пропагандистско-агитационной направленностью. Статьи были построены в форме беседы, своим содержанием напоминали произведения тогдашней русской литературы революционно-демократического направления. Рассматривала преимущественно вопросы земли и воли, политического и социально-экономического неравенства, национальных отношений. Проводила идею всеобщей вооружённой борьбы за лучшую жизнь, утверждала, что «…мы узнали, где сила и правда, и будем знать, как делать надо, чтобы добыть землю и свободу. Возьмёмся, ребята, за руки и держимся вместе!» (№ 1). Последовательно выступала с осуждением царского воззвания 1861, отмечала, что «никакой в нём нет правды, нет из него для нас никакой пользы» (№ 1).
Осуждая характер крестьянской реформы 1861, отмечала, что народу нужны не манифест, а настоящая свобода, и не та, «которую царь захочет Дать, но которую мы сами, мужики, возьмём» (№ 3).
Выступала в ряде вопросов с националистических позиций. Осуждала московское православие и национальную политику российских властей. Выражала отрицательное отношение к тогдашней системе рекрутских повинностей сроком в 25 лет. Большинство вопросов (происхождение крепостного права, существование конфессий) рассматривалось в газете на доступном и простом языке, доступном пониманию широких масс населения.